# مهدی متلا
مهدی متلا (فرانسوی: Mehdy Metella‎، زاده ۱۷ ژوئیهٔ ۱۹۹۲) شناگر اهل کشور فرانسه است.
از افتخارات وی میتوان به کسب مدال طلا ۴×۱۰۰ متر آزاد امدادی در ۲۰۱۵ کازان اشاره کرد.